# Pausverkiezing van 1285
De pausverkiezing van 1285 vond plaats van 1 tot 2 april 1285 in Perugia, en volgde op de dood van paus Martinus IV. De pausverkiezing leidde tot de verkiezing van Giacomo Savelli als paus Honorius IV. Opmerkelijk is dat deze verkiezing buiten de gebruikelijke locatie in Rome plaatsvond en dat het proces niet werd beïnvloed door de Hohenstaufen noch door Karel I van Napels, die op 7 januari 1285 was overleden. Dit was de eerste keer sinds de langdurige pausverkiezing van 1268-1271 dat dergelijke externe politiek invloeden afwezig waren. Vanwege het opheffen van de apostolische constitutie Ubi periculum door paus Adrianus V in 1276, was deze pausverkiezing sensu stricto geen conclaaf.

## Achtergrond en verloop
Paus Martinus IV overleed in 1285 in Perugia, waar hij verbleef zonder ooit Rome te hebben bezocht. Zijn overlijden leidde tot de samenkomst van het College van Kardinalen voor de verkiezing van een opvolger. Op dat moment waren er 18 levende kardinalen, waarvan er 15 deelnamen aan de verkiezing; drie waren afwezig vanwege legatieopdrachten en konden niet tijdig worden geïnformeerd.
De verkiezing verliep opmerkelijk snel en ordelijk. Kardinaal Giacomo Savelli werd unaniem gekozen tijdens de eerste en enige stemronde. Hij nam de naam Honorius IV aan en werd op 2 april 1285 tot paus gekroond. 